# Filiputki
Filiputki (jap. 森の陽気な小人たち ベルフィーとリルビット Mori no yōkina kobito-tachi: Berufī to rirubitto) – japoński serial animowany zrealizowany przez wytwórnię Tatsunoko dla Saban Entertainment, opowiada o przygodach małych ludzi, które lubią zabawy. Japońska wersja serialu powstała w roku 1980, ale w Polsce amerykańska wersja z 1990 roku zawitała do trzech stacji TVN, Fox Kids i Jetix Play. Serial był w TVN wyświetlany w latach 2001–2002.

## Twórcy
- Produkcja: Saban Entertainment
- Reżyseria: Ipperi Kuri, Bruno Bianchi
- Scenariusz: Jean Chalopin
- Projekty postaci: Ipperi Kuri, Masayuki Hayashi
- Wyprodukowano przy współpracy z: Tatsunoko Productions
- Muzyka: Haim Saban, Shuki Levy

## Wersja polska
Opracowanie i udźwiękowienie wersji polskiej: na zlecenie Fox Kids – Studio Eurocom

### Reżyseria
- Miriam Aleksandrowicz (odc. 1-14, 16, 23-26),
- Dobrosława Bałazy (odc. 15, 18-21)

### Dialogi
- Kaja Sikorska (odc. 1-10),
- Katarzyna Krzysztopik (odc. 11-12, 15, 18, 24-26),
- Maria Etienne (odc. 13-14, 19)
- Berenika Wyrobek (odc. 16, 20, 23)

### Dźwięk i montaż
- Tomasz Sikora (odc. 1-14, 16, 23-26),
- Jacek Kacperek (odc. 15, 18-21)

### Kierownictwo produkcji
- Marzena Wiśniewska

### Udział wzięli
- Agnieszka Kunikowska – Lilijka
- Brygida Turowska – Filuś
- Jarosław Domin – Piegus
- Wojciech Machnicki – Tata Filusia
- Piotr Zelt – Kacperek
- Jacek Czyż – Narrator
- Janusz Wituch – doktor Szymon
- Mirosław Guzowski
- Ryszard Olesiński
- Anna Apostolakis
- Miriam Aleksandrowicz
- Ania Wiśniewska
- Jerzy Mazur
- Ryszard Nawrocki
- Anna Sroka
- Iwona Rulewicz
- Jan Aleksandrowicz
- Cynthia Kaszyńska
- Jerzy Dominik
- Mirosława Krajewska
- Ewa Serwa

i inni
Lektor: Daniel Załuski

### Tekst piosenki
- Miriam Aleksandrowicz

### Śpiewały
- Katarzyna Łaska
- Anna Sochacka
- Magdalena Gruziel

### Kierownictwo muzyczne
- Piotr Gogol

## Odcinki
- Serial składa się z 26 odcinków, w tym 1 dwuczęściowy. Emitowany był na kanałach: TVN, Fox Kids i Jetix Play.
- W Jetix Play omijane były 2 odcinki: 17. i 22.

### Spis odcinków
| N/o            | Polski tytuł                   | Angielski tytuł         |
| -------------- | ------------------------------ | ----------------------- |
|                |                                |                         |
| SERIA PIERWSZA |                                |                         |
|                |                                |                         |
| 01             | Święto Wiosny                  | The Children’s Festival |
|                |                                |                         |
| 02             | Pracowity Doktor Szymon        | Doctor Snoozeabit       |
|                |                                |                         |
| 03             | Kłopoty z wodą                 | The Old Mill Stream     |
|                |                                |                         |
| 04             | Tęczowy świetlik               | The Rainbow Firefly     |
|                |                                |                         |
| 05             | Wybory                         | Election Day            |
|                |                                |                         |
| 06             | Czarownica Strachula           | Scarybit The Witch      |
|                |                                |                         |
| 07             | Zimowe jagody                  | Winter Strawberries     |
|                |                                |                         |
| 08             | Królowa Śniegu                 | The Snow Woman          |
|                |                                |                         |
| 09             | Ratujmy szopa                  | Save The Raccoon!       |
|                |                                |                         |
| 10             | Warsztat pani Belli            | Madam Bella The Weaver  |
|                |                                |                         |
| 11             | Niedźwiadek                    | The Baby Bear           |
|                |                                |                         |
| 12             | Patrzeć w gwiazdy              | Looking At The Stars    |
|                |                                |                         |
| 13             | Biedny stary Dobrótek          | Poor Old Helpabit       |
|                |                                |                         |
| 14             | Dziecko burzy                  | Storm Baby              |
|                |                                |                         |
| 15             | Tajemnicza budowla             | The Mystical Monument   |
|                |                                |                         |
| 16             | Pomóżmy wiewiórce              | Help The Squirrel       |
|                |                                |                         |
| 17             | Legenda o czerwonych światłach | The Legend Of Red Light |
|                |                                |                         |
| 18             | Strachliwy źrebak              | The Cowardly Colt       |
|                |                                |                         |
| 19             | Dziwne jajo                    | The Strange Egg         |
|                |                                |                         |
| 20             | Wyprawa nad morze              | Let’s Go To The Sea     |
| 21             | Wyprawa nad morze              | Let’s Go To The Sea     |
|                |                                |                         |
| 22             | Czerwona tęcza                 | The Red Rainbow         |
|                |                                |                         |
| 23             | Trzęsienie Ziemi               | Earthquake!             |
|                |                                |                         |
| 24             | Niezapominajki                 | Forget-Me-Nots          |
|                |                                |                         |
| 25             | Włóczykije                     | The Wanderbits          |
|                |                                |                         |
| 26             | Straszne, straszne chwile      | Awful, Awful Days       |
|                |                                |                         |